# Karceva Valentina
Karceva Valentina Mihajlovna (asszonynevén Náhlik Zoltánné, Matira, Szovjetunió, 1926. november 22. – Budapest, 2004. április 7.) földrajztudós, egyetemi oktató, Náhlik Zoltán neveléstörténész felesége.

## Életútja
Középiskolai tanulmányait az oroszországi Kolomna városban végezte (1945). Földrajz szakos tanári diplomát ugyanott, a Tanárképző Főiskolán szerzett (1949). A földrajztudományok kandidátusa értekezését 1953-ban Moszkvában védte meg.
Férjével 1954-ben költözött Kolozsvárra, ahol előadótanárként működött a Bolyai Tudományegyetem Földrajz-Biológia Karán, a földrajz tanszéken. Gazdaságföldrajzi, népesség- és településföldrajzi előadásait 1959 után ugyancsak előadótanárként az egyesített Babeş-Bolyai Egyetem kötelékében folytatta. 1974-ben férjével együtt Magyarországra települt.
Tudományos érdeklődésének megfelelően település- és népességföldrajzi kutatásokat végzett, amelyeknek eredményeit mintegy húsz, románul és oroszul közölt dolgozata jelzi.
Magyarul a Korunkban leánykori nevén a szovjet gazdaság fejlődéséről (1957/7) és Szibéria jelenéről és jövőjéről (1960/4) közölt tanulmányokat, de jelentek meg írásai a Tanügyi Újságban (1958) és a Studiában is. Magyarországon a Természet Világában és a Földrajzi Közleményekben publikált, valamint felsőoktatási tankönyvek írásában és szerkesztésében vett részt.